# Galliard-Pont & Cie
La Maison Galliard-Pont & Cie est un important dépositaire de la manufacture Oberkampf à Lyon, fondée par Joseph Pont en 1750 et dissoute en 1819.

## Histoire

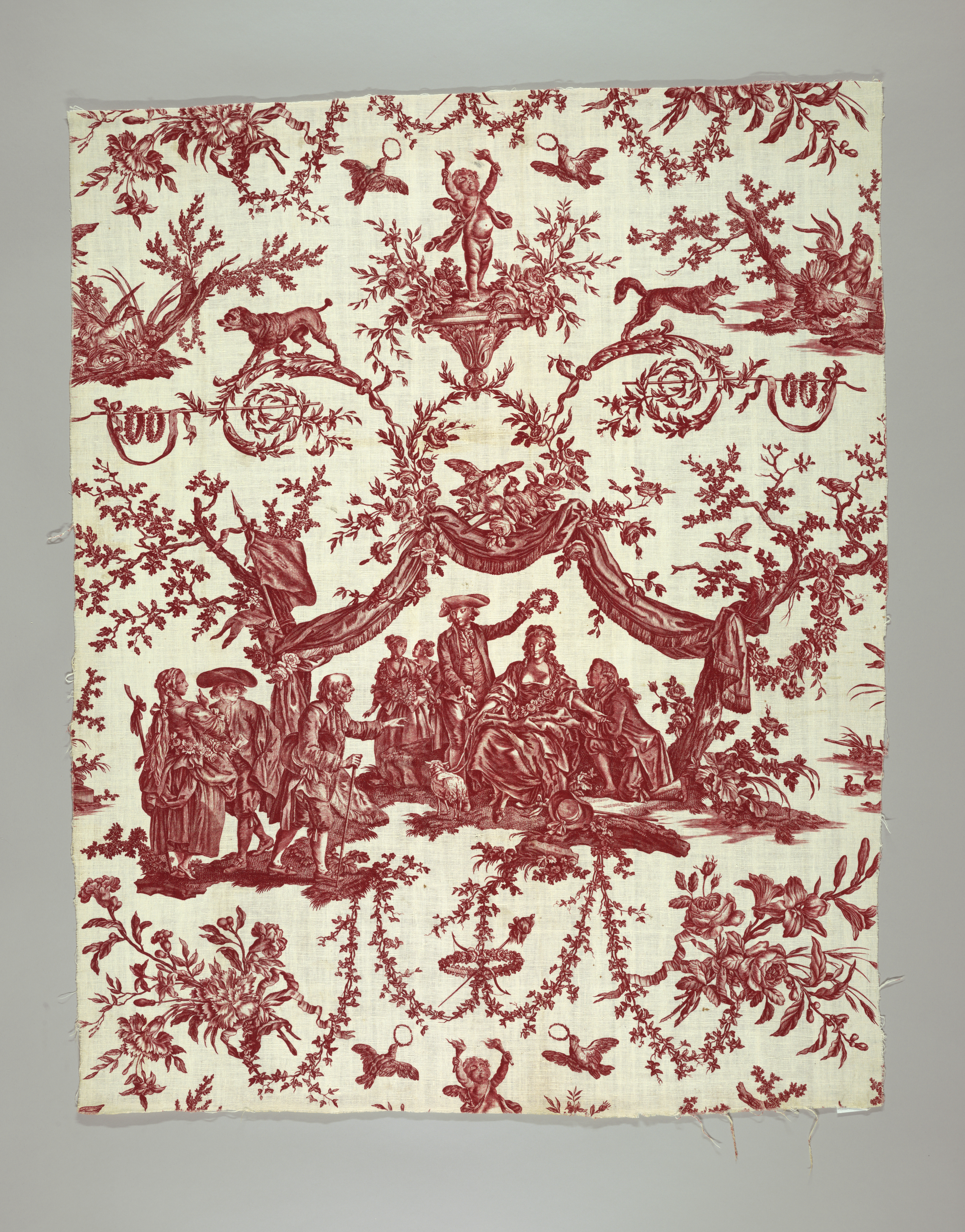
Toile de Jouy, La Couronnement de la Rosiere, 1785–1790

Fondée vers 1750 par Joseph Pont et Laurent Rainaldi, la maison Pont-Rainaldi & Cie, puis Galliard-Pont & Cie, s'installe rue Mercière (n°2 - maison Baroud ) à Lyon, en 1778. 
D'abord commissionnaire de Koechlin et des établissements Dollfus, fabricants d'Indienne, la maison Galliard-Pont & Cie devient, avec la maison Arlès-Dufour, le plus important commissionnaire de la manufacture Oberkampf à Lyon,.
Elle accompagna son développement national, au côté des maisons Cesbron à Paris, Arlés-Dufour à Lyon, Dubois-Moreau à Rouen, Merle à Roanne, ou encore Sébastien Mulsant à Thizy.